# Kárpátia Folkműhely
A Kárpátia Folkműhely 1997-ben alakult, már ismert huszonéves népzenészekből.

## Kárpátia Folkműhely története
Először valamennyien a moldvai csángómagyarok zenéjével foglalkoztak, később azonban más-más műfajokkal is kapcsolatba kerültek, mint például a történeti zene, az alternatív zene, a folk, etno és world irányzatok, jazz. Bár a zenekar alapvetően Moldva táncait és dalait játssza, repertoárja más dialektusokkal is bővült az évek során (Gyimes, Máramaros, Bukovina, bolgár, török és román területek zenéi).
A zenekar munkája két részből áll. Az egyik a koncertezés. Hangversenyeiken a moldvai zene, illetve az ezen alapuló feldolgozások igényes bemutatására törekednek, gyakran színpadi tánccal kiegészítve. Céljaik között szerepel a már elveszett, eredeti hangzások rekonstruálása is. Zenéjükben ez a tradicionális moldvai anyag egy erős és fontos alapszövet, erre azonban rárétegződik a csoport tagjainak személyes zenei világa, illetőleg megjelennek más dialektusok is.A másik fontos tevékenységük közművelési célú. Táncházaikban a moldvai kultúrát szeretnénk több oldaláról megmutatni. Táncot, éneket tanítanak, mesét mondanak, bemutatják a hangszereket, a viseletet, és néhány mozzanatot a csángók mindennapjairól, ünnepeiről, fotók vagy filmek segítségé vel. A fő hangsúly azonban az élő zenén, az együtt táncolás és éneklés elemi erején van. Gyakran tartanak táncházas foglalkozást gyerekeknek is.
A Kárpátia állandó szereplője a műfaj neves fesztiváljainak és rendezvényeinek (Szezonnyitó Táncház, Kaláka Folkfesztivál, Országos Táncháztalálkozó és Kirakodóvásár, stb.), valamint rendszeresen megjelennek ezen rendezvények CD kiadványain is (Táncháztalálkozó lemez-, Új Élő Népzene sorozat).

## Albumaikon közreműködtek
2001-ben
Bolya Dániel - furulya, kaval, tilinkó
Bolya Mátyás - koboz, citera
Búzás Attila - nagybőgő
Eredics Dávid - klarinét, szaxofon
Jakabffy Balázs - darbuka, davul, daf
Nyíri László - hegedű
Palya Bea - ének
Közreműködtek:
Balogh Sándor - fuvola, tilinkó
Balogh Antal – kaval
Havasréti Pál - bőgő
Karacs Gyula - brácsa, négyhúros brácsa
2003-ban
Balogh Sándor – doromb
Bolya Dániel – furulya, kaval, tilinkó, bolgár kaval
Bolya Mátyás – koboz, citera
Buzás Attila – brácstambura, bőgő, litárka
Eredics Dávid – klarinét, szaxofon, bolgár kaval, mosoly
Nyíri László – hegedű
Palya Bea – ének, tánc
Jakabffy Balázs – darbuka, davul, daf
Szokolay Dongó Balázs – magyar duda, bolgár duda

## Albumaik
- Zene Moldvából (2001)
- Vásár (2003)

## Elismerések
A zenekar 2002-ben elnyerte a Magyar Rádió szakmai díját, az eMeRTon díjat, mint az év folk együttese.

## Érdekesség
2003-ban egy másik (nemzeti rock zenét játszó) együttes is alakult Kárpátia névvel Petrás János énekessel